# Kvílice
Obec Kvílice se nachází v údolí Bakovského potoka 7 km severozápadně od Slaného v okrese Kladno, kraj Středočeský. Žije zde 89 obyvatel.

## Historie

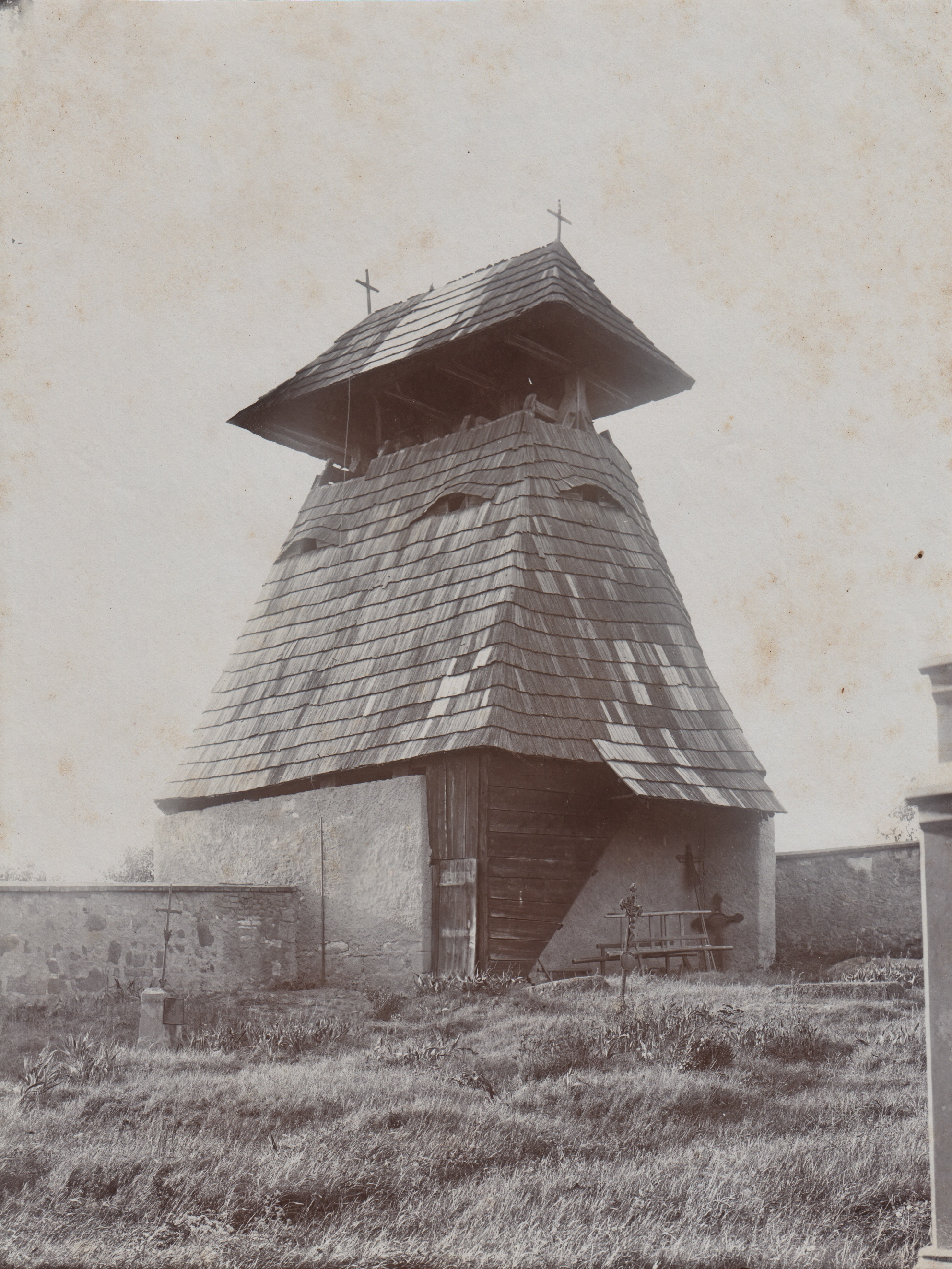
Zvonice u kostela sv. Víta na historické fotografii Františka Durase

První písemná zmínka o obci pochází z roku 1352.

### Územněsprávní začlenění
Dějiny územněsprávního začleňování zahrnují období od roku 1850 do současnosti. V chronologickém přehledu je uvedena územně administrativní příslušnost obce v roce, kdy ke změně došlo:
- 1850 země česká, kraj Praha, politický i soudní okres Slaný[4]
- 1855 země česká, kraj Praha, soudní okres Slaný[4]
- 1868 země česká, politický i soudní okres Slaný[4]
- 1939 země česká, Oberlandrat Kladno, politický i soudní okres Slaný[5]
- 1942 země česká, Oberlandrat Praha, politický i soudní okres Slaný[6]
- 1945 země česká, správní i soudní okres Slaný[7]
- 1949 Pražský kraj, okres Slaný[8]
- 1960 Středočeský kraj, okres Kladno[9]

### Rok 1932
V obci Kvílice (180 obyvatel, četnická stanice, katol. kostel) byly v roce 1932 evidovány tyto živnosti a obchody: cihelna, 2 hostince, kovář, 2 krejčí, mlýn, obuvník, porodní asistentka, 4 rolníci, obchod se smíšeným zbožím, řezník, trafika, truhlář.

## Památky
- Dřevěná zvonice na šestiboké podezdívce, ze 16. století, upravená roku 1663. Zvonice podobného typu se dochovaly ještě v Neprobylicích[11] a Rakovníku.[12]
- Novorománský hřbitovní kostel sv. Víta z konce 19. století, v místě staršího kostela, jehož existenci také dokládá starší zvonice.
- Hřbitov s řadou starobylých hrobů včetně hrobu rodičů spisovatele Václava Beneše Třebízského
- Fara čp. 1 s hodnotnou sýpkou
- Kříž na návsi před čp. 11
- Kamenné torzo na východním okraji vsi, někdy označované jako boží muka
- Mlýn čp. 15 s hodnotnými hospodářskými objekty a studnou s plastikou sv. Jana Nepomuckého a holubníkem
- Historická školní budova
- Několik pozoruhodných stavení převážně z 19. a počátku 20. století
- Buk v Kvílicích, památný strom na dvoře školy a obecního úřadu
- Studánka U paní Lídy v mokřinách v nivě Bakovského potoka jižně od vsi
- Dívčí skála v lese Kejkol jižně od vsi (již na katastru Libovic)
- Kaple sv. Jana Nepomuckého a pomník Eduarda Bayera v lokalitě U Jána (již na katastru Libovic)

## Pověsti
Místní pán Odolen starší Pětipeský z Chýš a Egerberka se dlouhá léta věnoval alchymii, ale nakonec této činnosti zanechal a z alchymistické slitiny nechal vyrobit zvon pro kostel sv. Víta. Zvon prý dodnes při zvonění připomíná svého původce, když volá: „Pětipejsek, Pětipejsek!“

## Doprava
- Silniční doprava – Do obce vedou silnice III. třídy. Ve vzdálenosti 1 km vede silnice I/7 Praha - Chomutov.
- Železniční doprava – Železniční trať ani stanice na území obce nejsou. Nejblíže obci je železniční stanice Klobuky v Čechách ve vzdálenosti 5 km ležící na trati 110 z Kralup nad Vltavou a Slaného do Loun.
- Autobusová doprava – V obci zastavovaly v červnu 2011 autobusové linky Slaný-Líský (5 spojů tam i zpět), Slaný-Srbeč-Mšec (7 spojů tam, 8 spojů zpět) a Pozdeň-Slaný-Praha (1 spoj tam i zpět) (dopravce ČSAD Slaný, a.s.).[14]

## Galerie

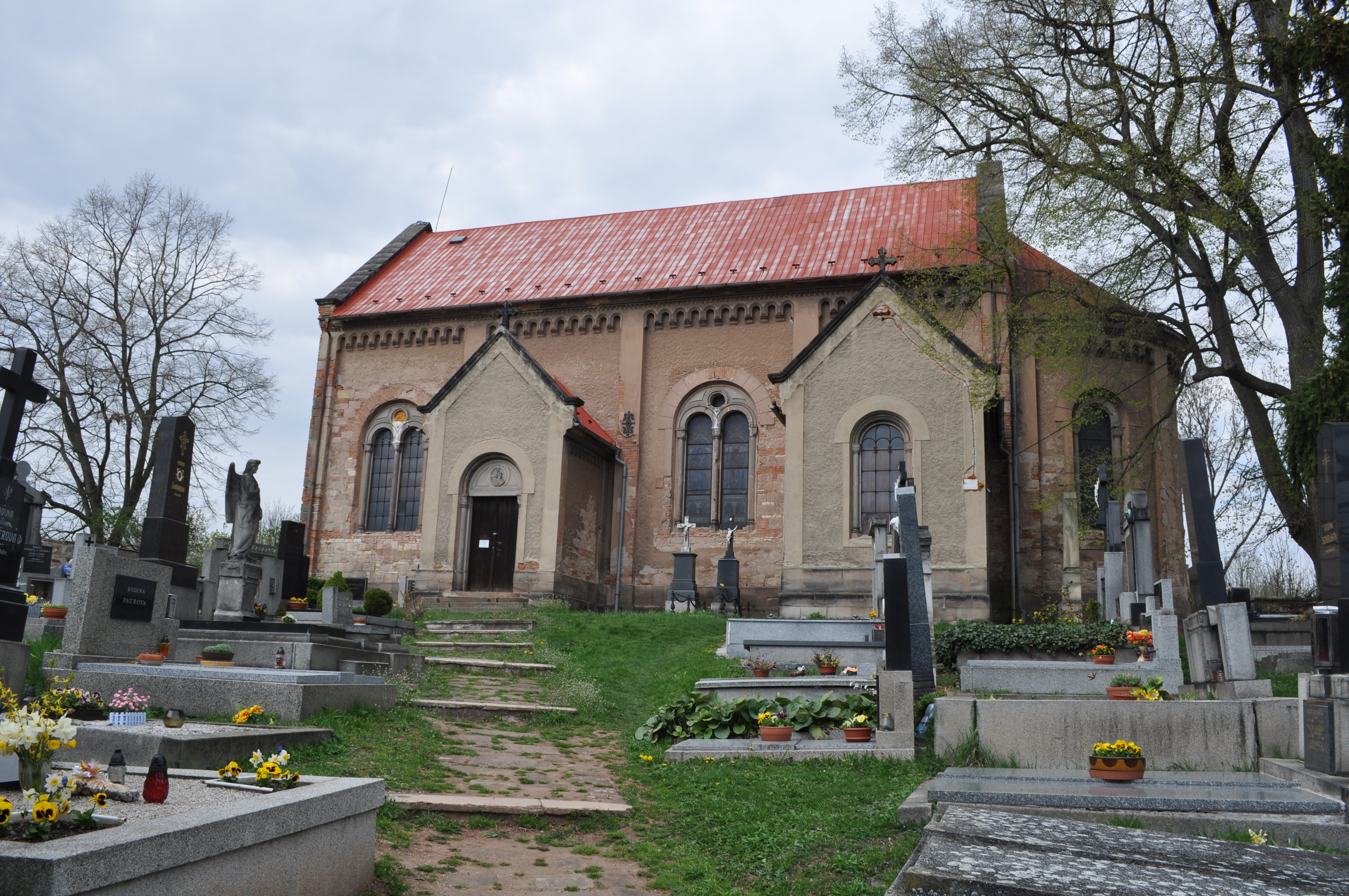
Novorománský kostel sv. Víta
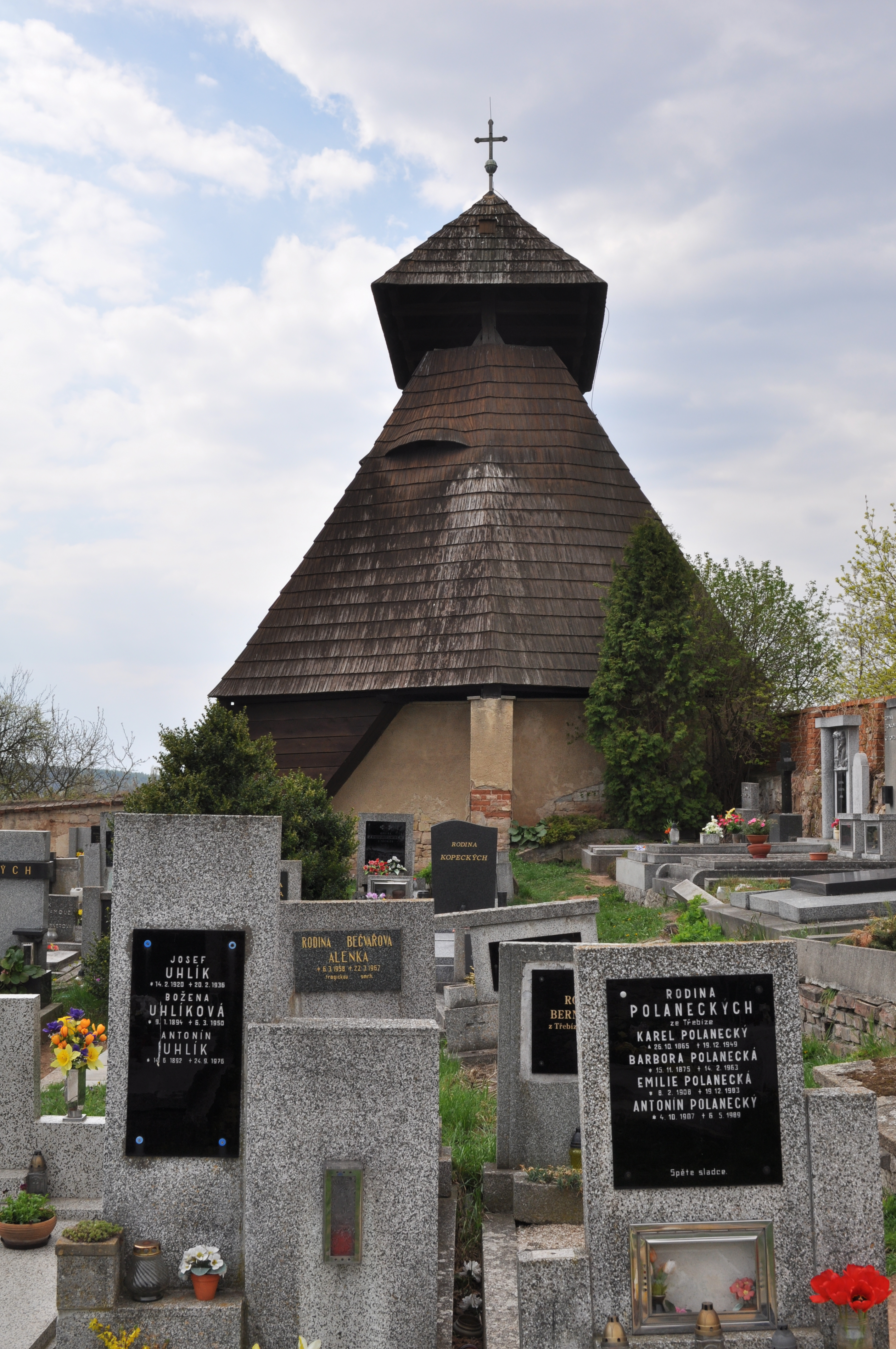
Zvonice u kostela, nejstarší na Slánsku
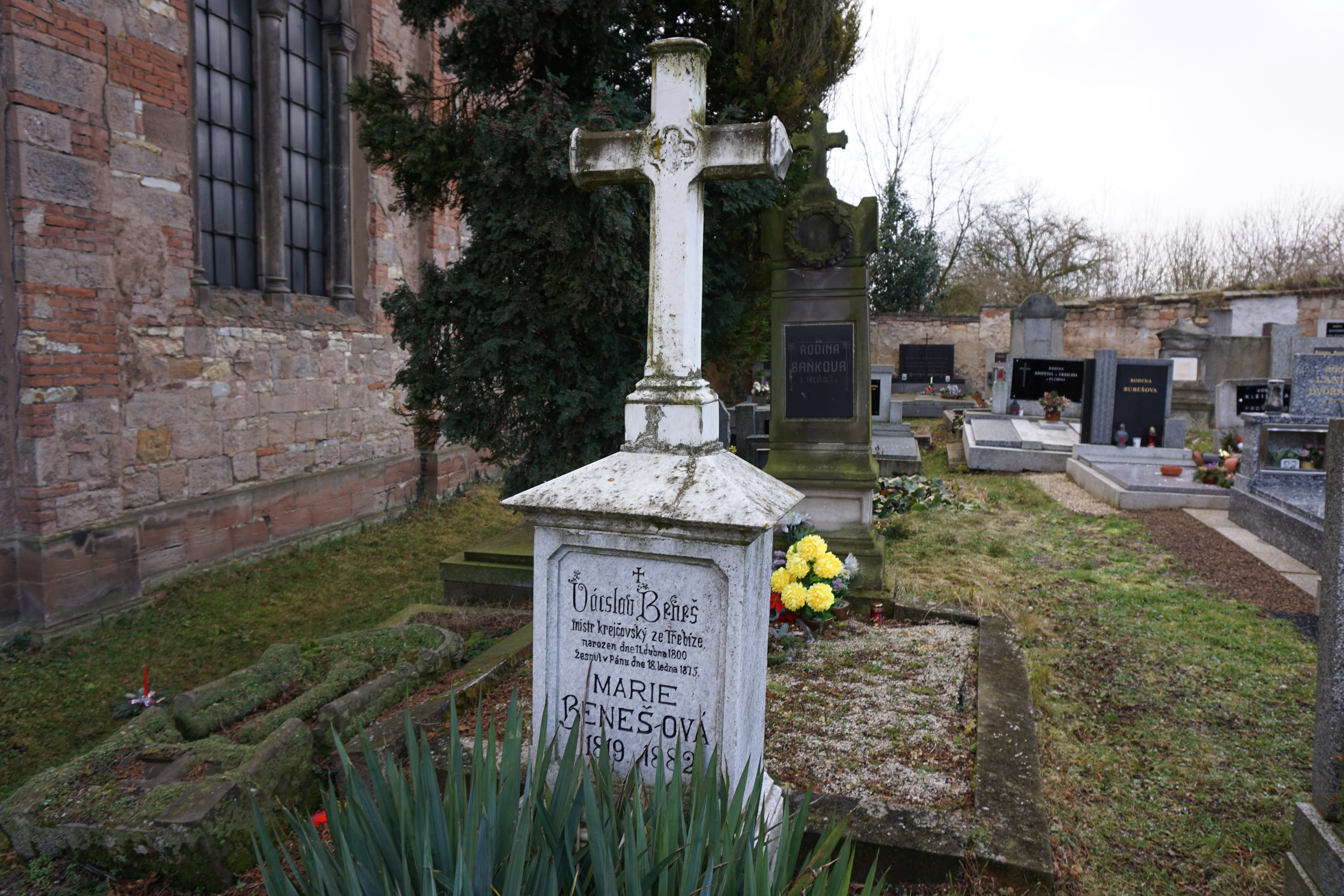
Hrob rodičů Václava Beneše Třebízského
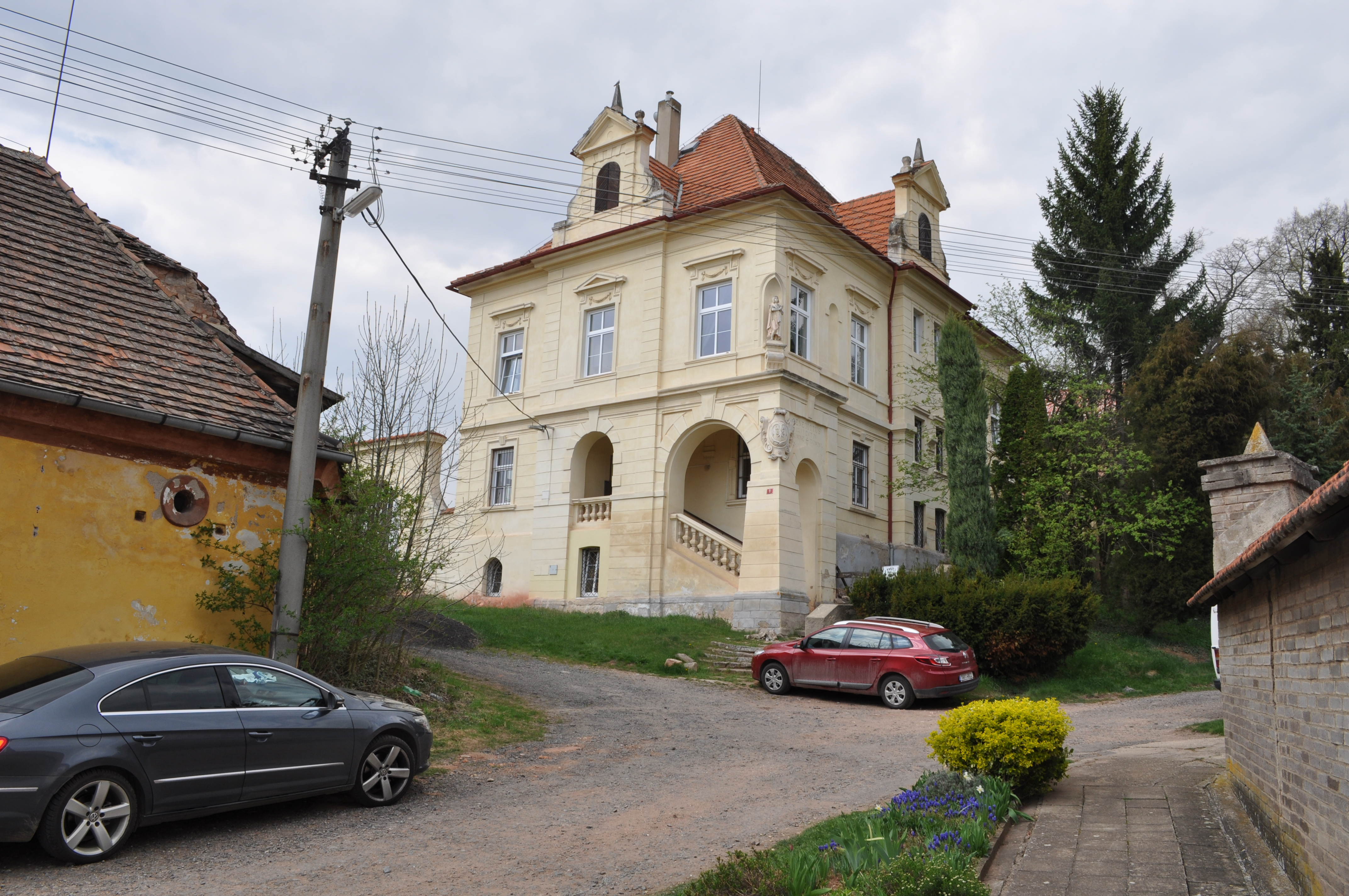
Fara
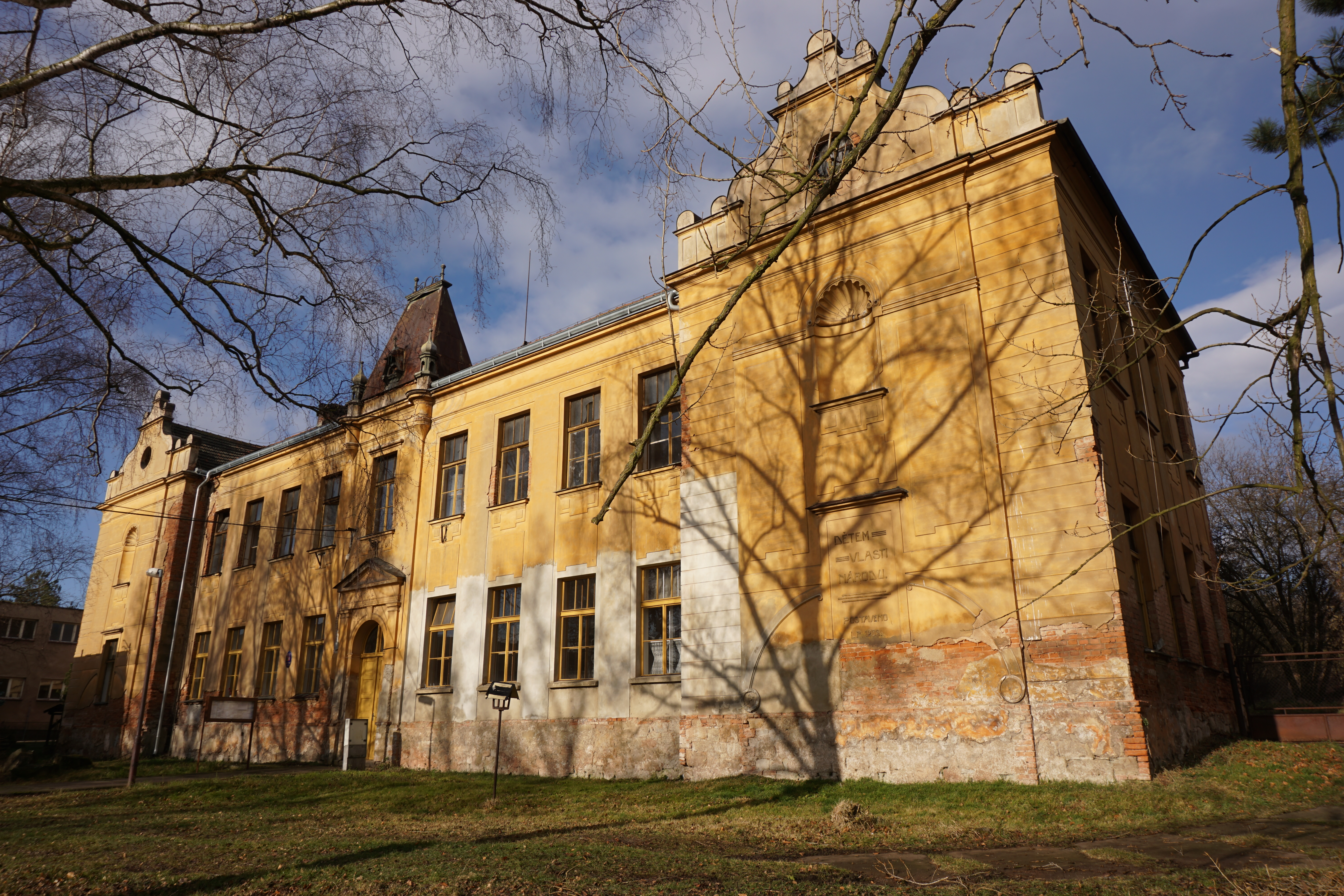
Škola
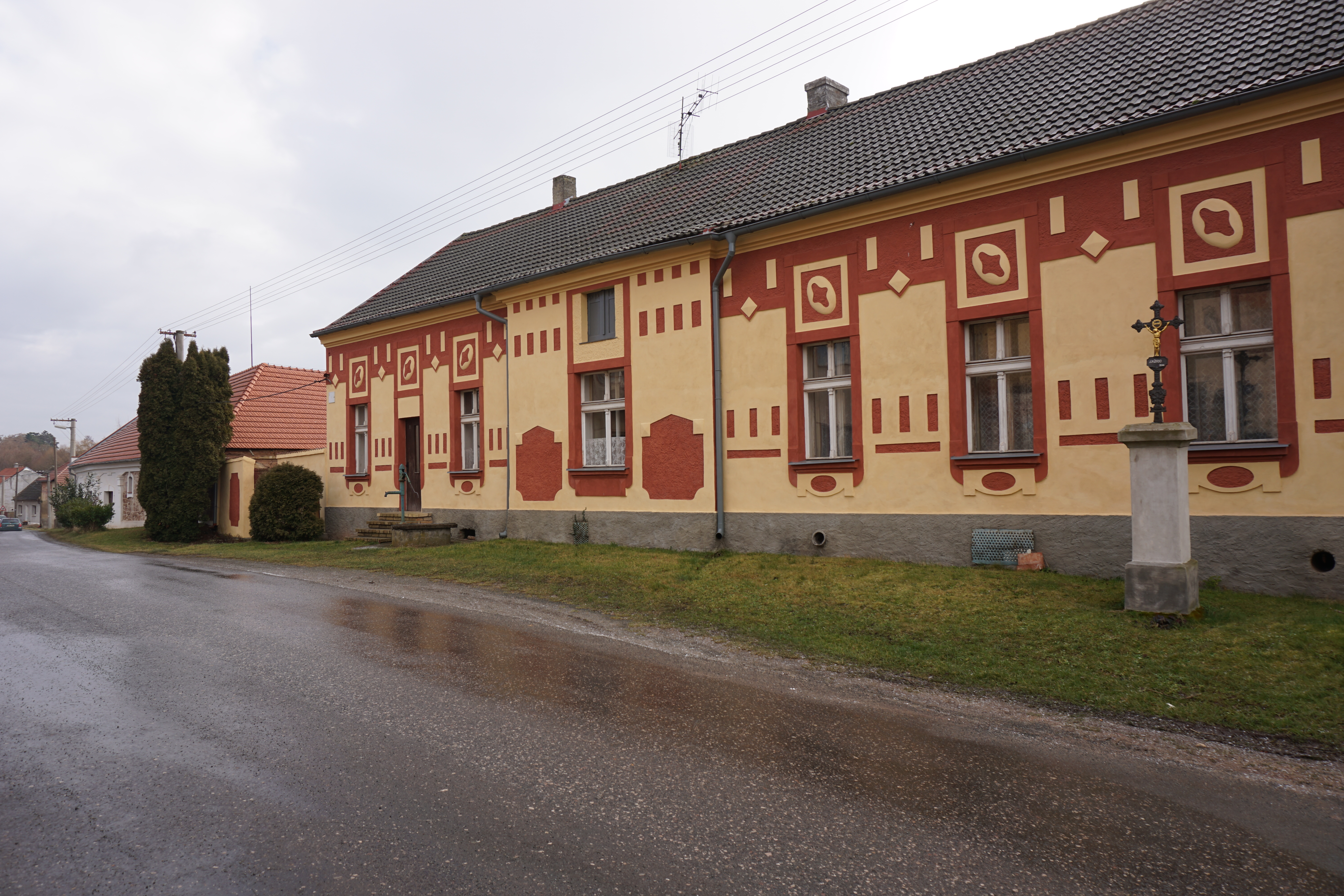
Dům čp. 11 na návsi, před ním kříž
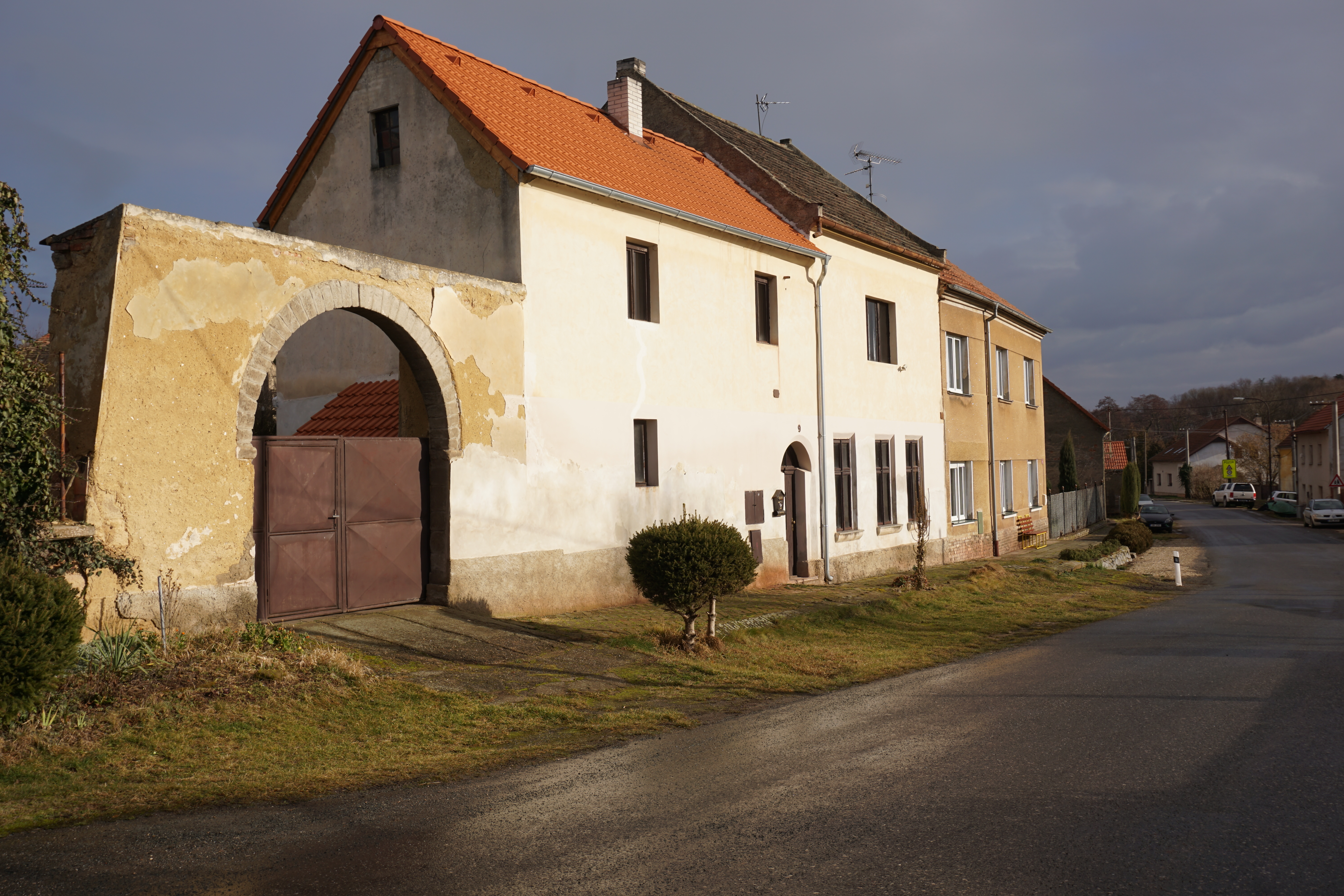
Usedlost čp. 4 s branou
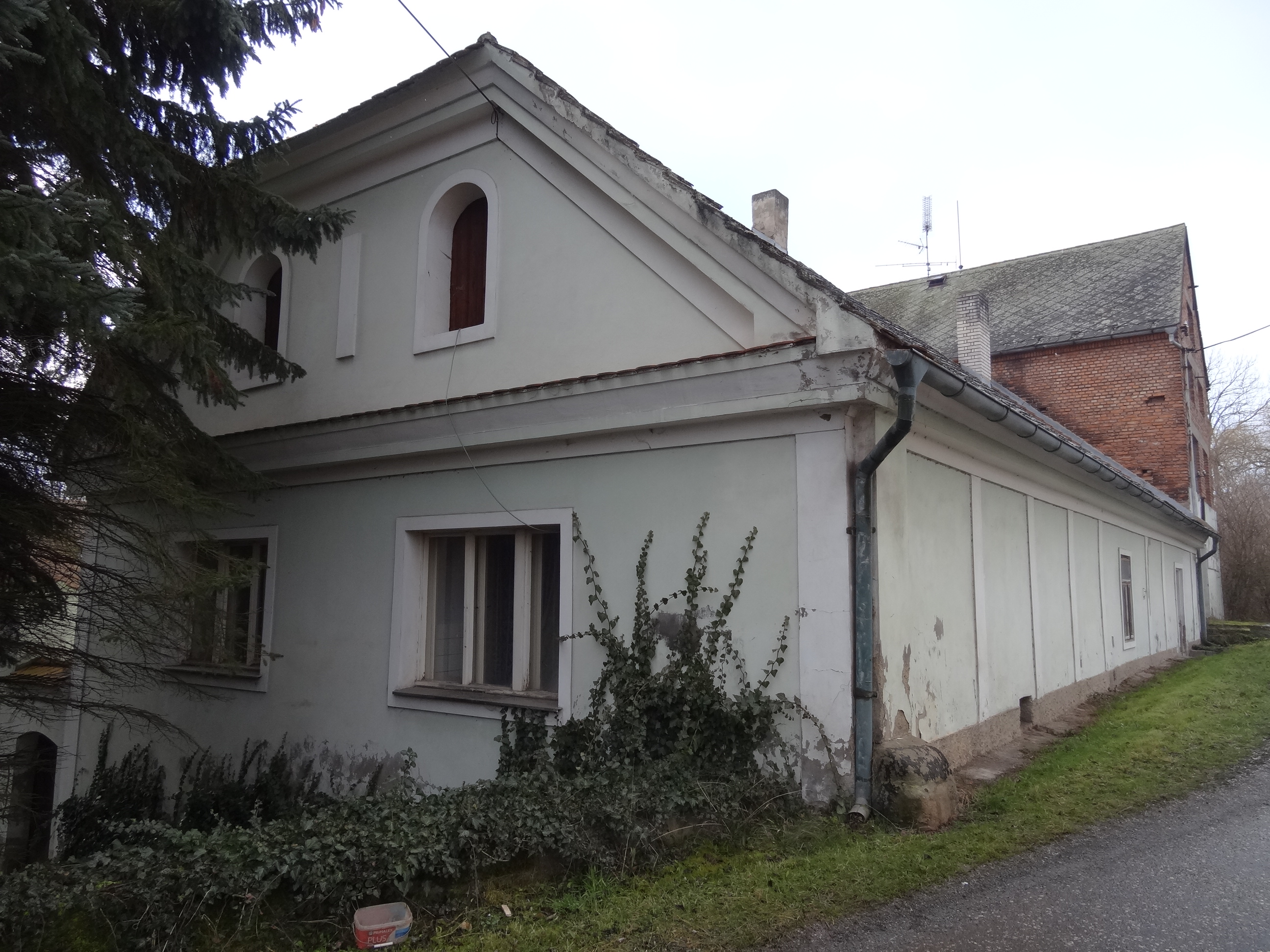
Mlýn čp. 15
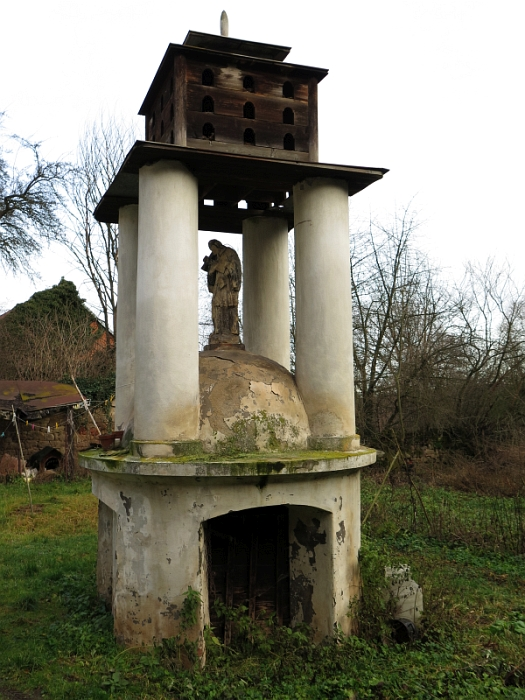
Studna se sochou sv. Jana Nepomuckého
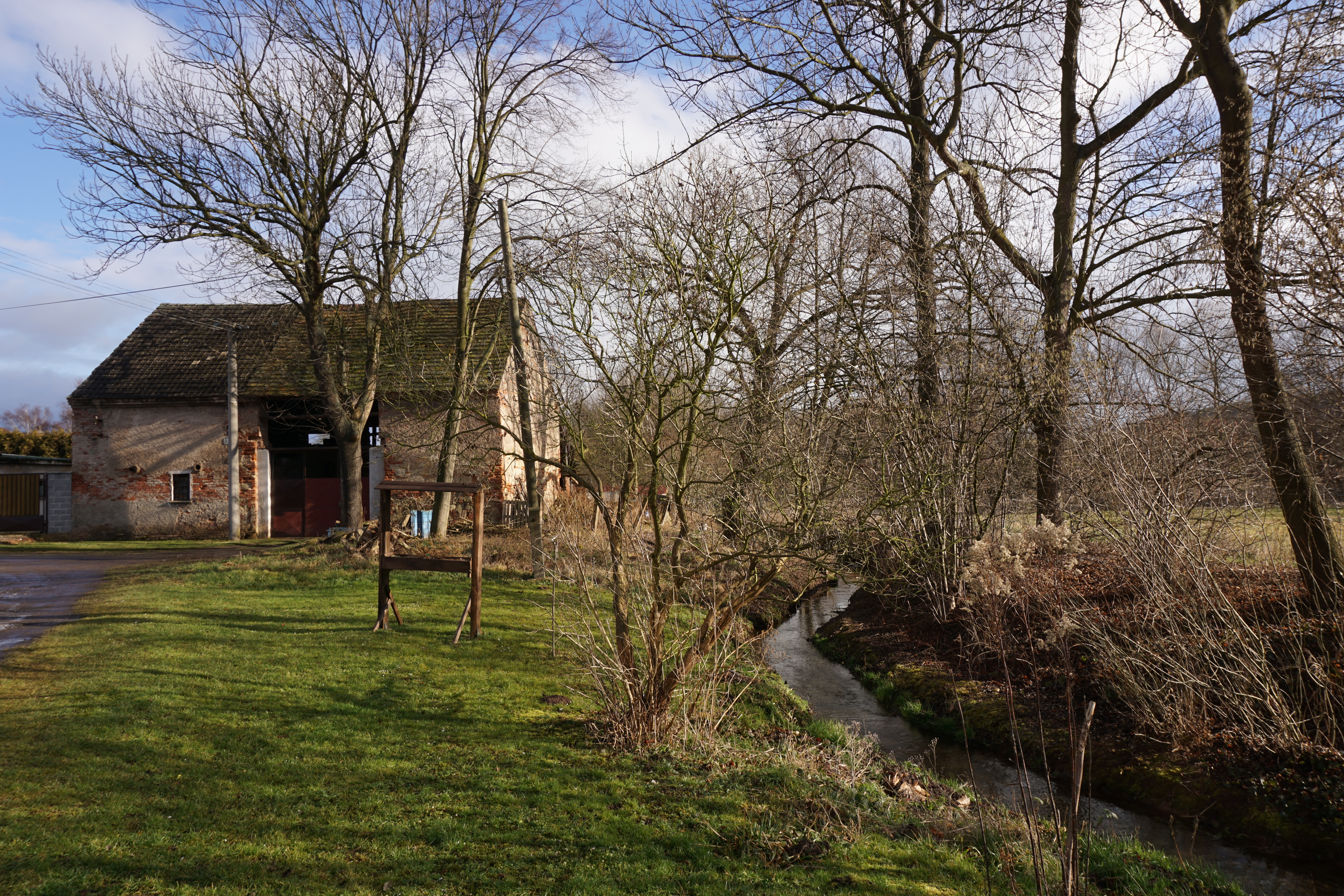
Stodola u Bakovského potoka, jižně od čp. 9
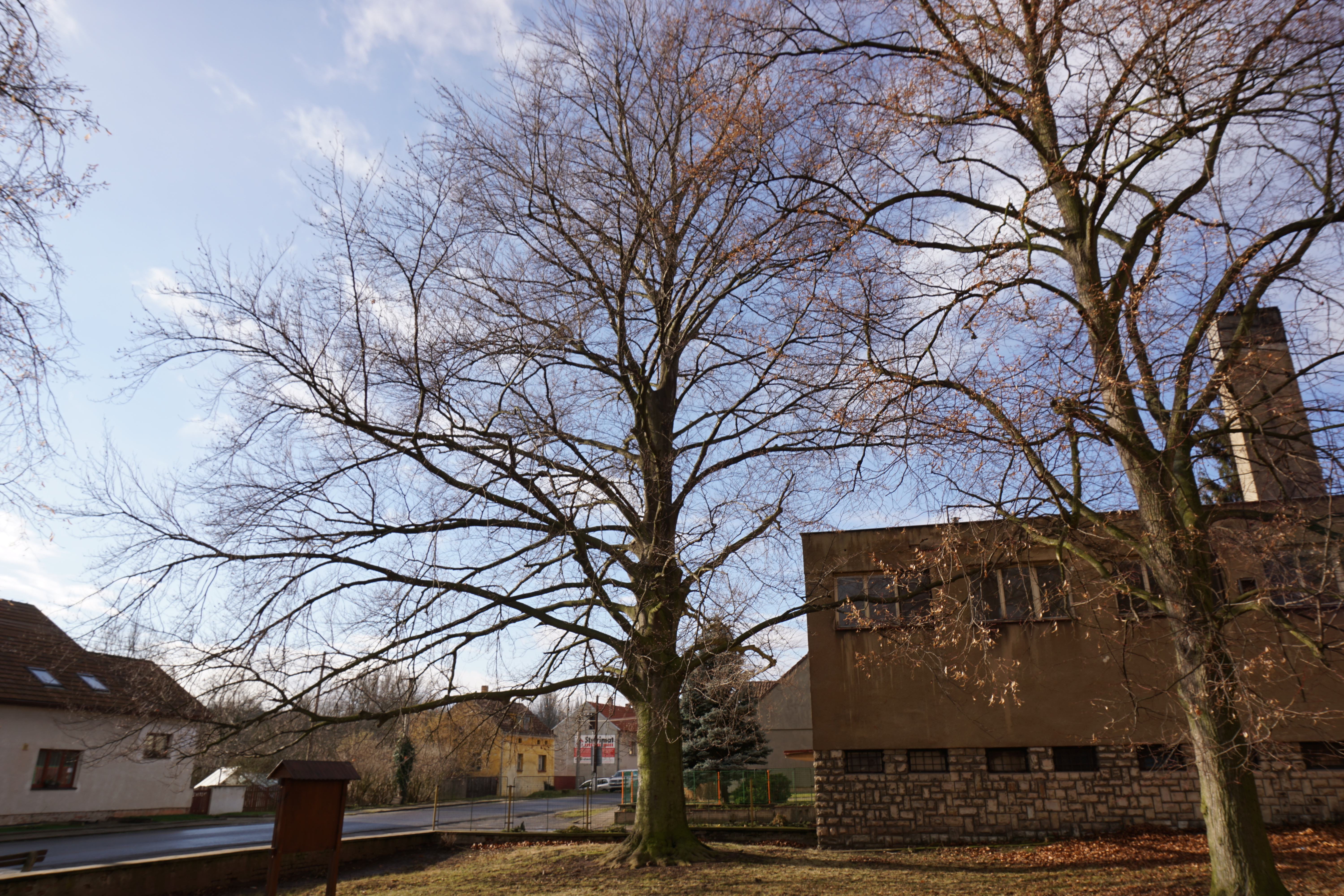
Památný buk
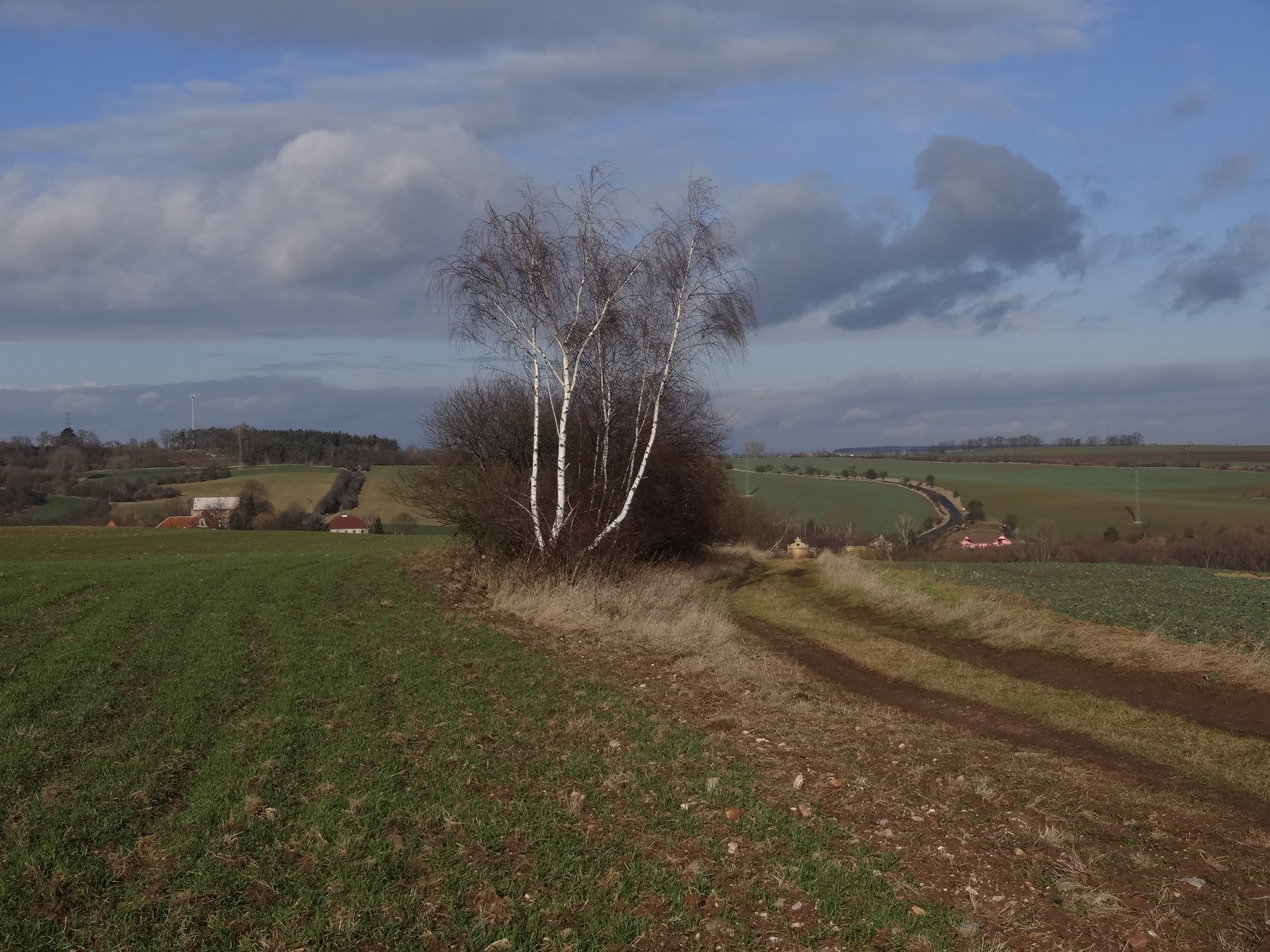
Slánská krajina jižně od vsi